# Латакия (район)
Латакия (араб. اللاذقية‎) — район (минтака) в составе мухафазы Латакия, Сирия. Административным центром является город Латакия.

## География
Район расположен в северной части мухафазы Латакия, на границе с Турцией. На востоке граничит с мухафазой Идлиб и районом Эль-Хаффа, на юге с районом Джабла, на юго-востоке с районом Эль-Кардаха, а на севере с Турцией. На западе и юго-западе омывается Средиземным морем. В районе развит туризм. Выращиваются оливки, цитрусовые и яблоки. На территории района расположены Горы Туркмен и авиабаза Хмеймим. С 2012 года является зоной боёв в сирийской гражданской войне.

## Административное деление
Район разделён на 7 нахий.
| Нахия         | Административный центр | Население (2004 г.), чел. | Карта |
| ------------- | ---------------------- | ------------------------- | ----- |
| Латакия       | Латакия                | 424 392                   |       |
| Эль-Бахлулия  | Эль-Бахлулия           | 17 532                    |       |
| Рабия         | Рабия                  | 8 214                     |       |
| Айн-эль-Бейда | Айн-эль-Бейда          | 30 959                    |       |
| Касталь-Мааф  | Касталь-Мааф           | 16 784                    |       |
| Кесаб         | Кесаб                  | 1 927                     |       |
| Эль-Хинади    | Эль-Хинади             | 27 080                    |       |